# Fanny Tarnow

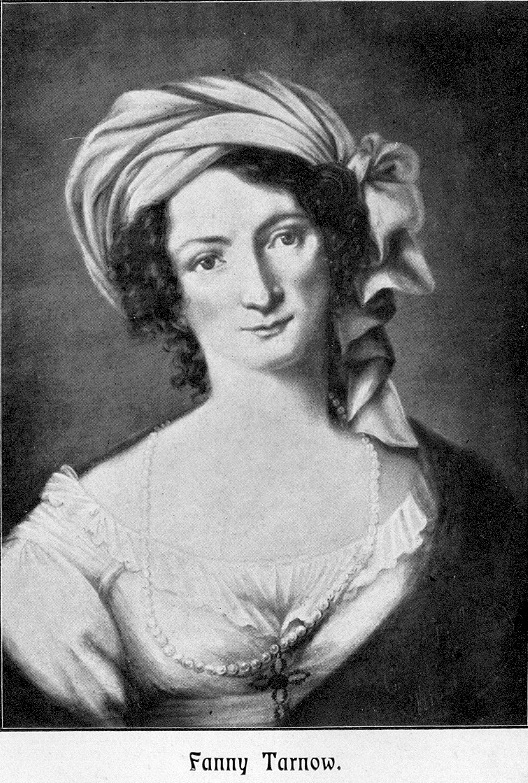
Porträt Fanny Tarnow von Friederike Hasse in Dresden 1820/21

Fanny Tarnow, eigentl. Franziska Christiane Johanna Friederike Tarnow (* 17. Dezember 1779 in Güstrow; † 20. Juni 1862 in Dessau; Pseudonyme Fanny, F.T.) war eine deutsche Schriftstellerin und Übersetzerin.

## Leben
Fanny Tarnow war das erste Kind des Juristen und Stadtsekretärs in Güstrow (Johann) David Tarnow und dessen Frau Amalie Justine geb. von Holstein. Sie wuchs in vermögenden und vornehmen Kreisen auf, zu denen auch der Großvater mütterlicherseits gehörte, der verwitwete mecklenburgische Landrat Franz Heinrich von Holstein, der 1755 den Landesgrundgesetzlichen Erbvergleich mitunterzeichnet hatte. Nach einem Sturz aus dem zweiten Stock war sie seit ihrem vierten Lebensjahr gehbehindert und setzte sich dadurch von Altersgenossinnen ab. Bis zu ihrem 13. Lebensjahr (1792) wohnte sie bei Wilhelmine von le Fort, geb. von Barner (1771–1841), einer Cousine ihrer Mutter, in Möllenhagen. Privat erzogen, zog sie sich in die Welt der Literatur zurück; Biographen schildern sie in dieser Lebensphase als launisches, verzogenes und zugleich romantisch-schwärmerisches Mädchen.
Ihr Vater hatte während ihrer Jugendzeit seine Stellung gekündigt und sich als Besitzer von Gut Amalienhof und später auch Pächter von Dalkendorf selbstständig gemacht. Als diese Unternehmung scheiterte und das Familienvermögen verloren war, musste die Familie nach Neubukow umziehen, wo David Tarnow eine Anstellung finden konnte. Fanny Tarnow wurde Erzieherin, zunächst in der Familie von Schmiterlow in Neparmitz auf Rügen (vier Jahre), später bei von Both auf Rohlstorff. Von dieser Anstellung aus begann sie 1805 in verschiedenen Journalen anonym zu veröffentlichen, darunter Rezensionen, Aufsätze und weitere literarische Arbeiten. Sie begann ferner, sich mit griechischen Klassikern zu beschäftigen und sich selbst Erzählungen zurechtzulegen. Ab 1807 war sie, vermittelt an einen Cousin des Herrn von Both, als Erzieherin in Wismar tätig, wo sie im Haushalt eines Witwers auch repräsentative Aufgaben übernahm. Danach wechselte sie in die Beschäftigung eines Herrn Johann Andreas Müller auf Rankendorf, bis sie diese Stelle 1812 aufgab, um ihre kranke Mutter zu pflegen. Bis zu deren Tod 1815 lebte sie darum wieder in Neubukow. In der Zeit zwischen 1805 und 1812 hatte sie zahlreiche Kontakte zu literarischen Kreisen geknüpft, unter anderem zu Friedrich Rochlitz, Julius Eduard Hitzig, Friedrich de La Motte Fouqué, Rosa Maria Assing, Rahel und Karl August Varnhagen von Ense.
Von Juli 1816 bis 1818 kam sie bei ihrer Jugendfreundin Charlotte Henschel in Petersburg unter. Deren bescheidene Verhältnisse waren für sie enttäuschend, sie konnte allerdings Umgang mit Friedrich Maximilian Klinger, August Kotzebue und dem Grafen Jacob Johann Sievers pflegen. Ihre Möglichkeiten der Publikation waren in Russland allerdings extrem beschränkt, sodass sie nach ungefähr einem Jahr wieder nach Deutschland zurückkehrte. Auch die nächsten Stationen waren nur vorübergehend: In Berlin fand sie Zugang zu den literarischen Salons und lernte E. T. A. Hoffmann und andere literarische Größen kennen. Schon bald zog sie aber mit der Ziehtochter Julius Hitzigs, um deren Erziehung sie sich kümmerte, zu ihrer Schwester nach Lübeck, wo sie sich ebenfalls nicht wohlfühlte und nach Hamburg weiterzog. Dort leitete sie mit der Schriftstellerin Amalie Schoppe eine Erziehungsanstalt für Mädchen, überwarf sich aber schon bald mit Schoppe.
Im Frühjahr 1820 zog sie über Dresden in das nahegelegene Schandau. 1821/22 war sie Gesellschafterin bei Ulrike Charlotte Auguste von Quandt (1774–1839), geb. Baumgarten, die in Dresden mit dem preußischen Kriegsrat Johann Gottfried von Quandt († 1831) verheiratet war, den Winter in Berlin zu verbringen pflegte und mit Tarnow nach Frankfurt am Main reiste. In Helmina von Chézy fand Tarnow eine Vertraute, es kam aber bald zum Bruch und zur Feindschaft zwischen den beiden. Mit weiteren Freunden, darunter Elisa von der Recke, Ludwig Tieck, Christoph August Tiedge und der Gräfin Egloffstein konnte sie hingegen gut auskommen. Fanny Tarnow verlor durch eine Krankheit vorübergehend ihre Sehkraft. Freunde besorgten daraufhin eine Auswahlausgabe ihrer Schriften auf Subskriptionsbasis, die ihr 5000 Taler einbrachte. Diese Lage missfiel Tarnow allerdings, weshalb sie 1829 von Schandau und Dresden nach Weißenfels zog, wo ihre Schwester Betty lebte.

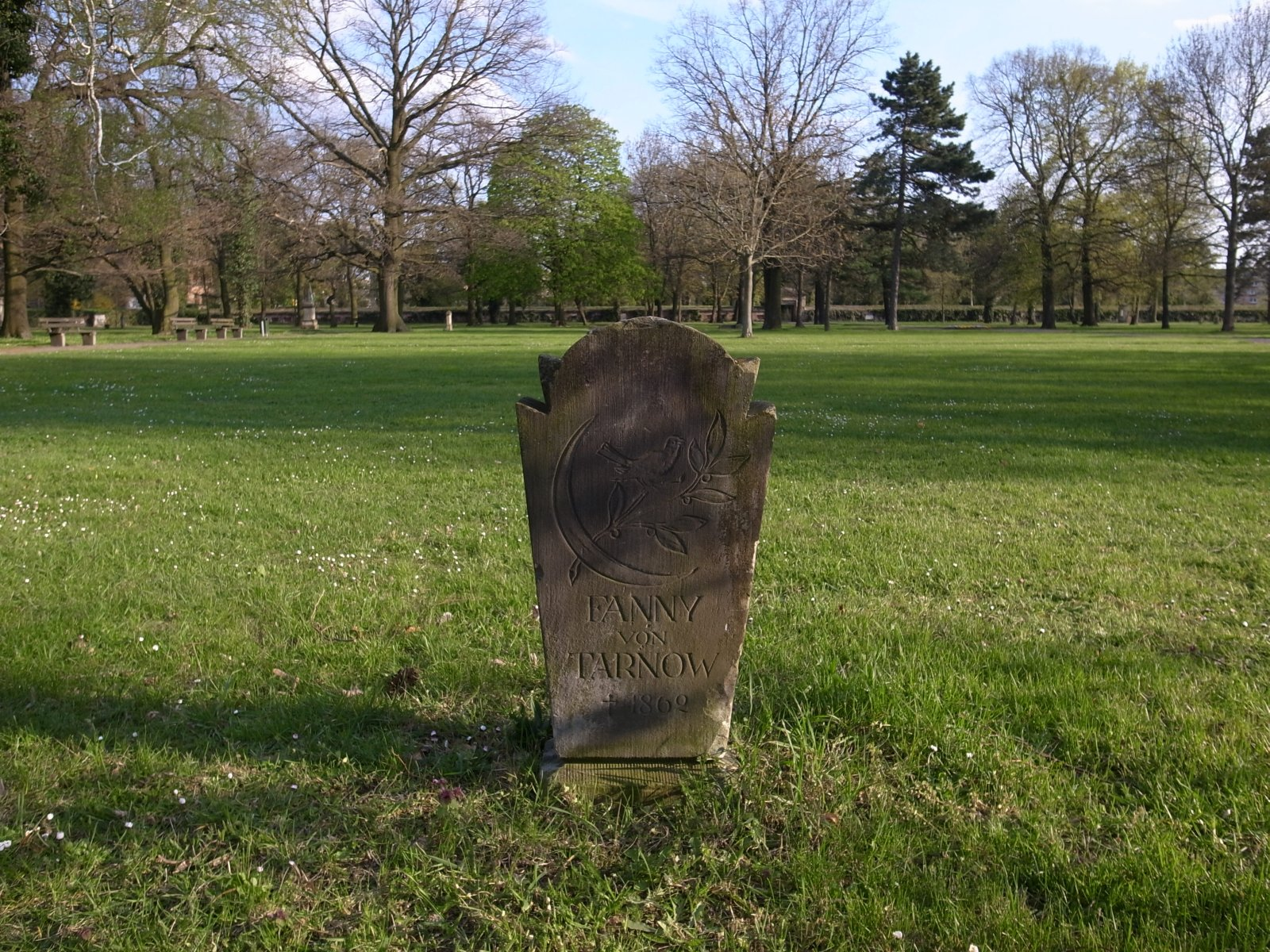
Ruhestätte von Fanny von Tarnow (Neuer Begräbnisplatz in Dessau)

In Weißenfels erholten sich ihre Augen. Seither pflegte sie wieder gesellschaftlichen Umgang und war vor allem als Übersetzerin (aus dem Englischen und Französischen) tätig. Mitte der 1830er Jahre freundete sie sich mit Louise von François an. Anonym verfasste sie das Werk „Zwei Jahre in Petersburg“, das allgemeine Anerkennung fand. Betty verließ Weißenfels allerdings schließlich, sodass auch Fanny sich wieder auf Reisen nach Berlin, Leipzig und Dresden begab. Ab 1841 lebte die gebrechliche Fanny in Dessau, wo sie starb.

## Werke
- (anonym:) Alwine von Rosen, in: Journal für deutsche Frauen, 1805 und 1806
- Thekla (Jahr unbekannt)
- Natalie. Ein Beitrag zur Geschichte des weiblichen Herzens, 1812
- Thorilde von Adlerstein, oder Frauenherz und Frauenglück. Eine Erzählung aus der großen Welt, 1816
- Mädchenherz und Mädchenglück. Erzählungen für Gebildete, 1817
- Kleine Erzählungen, 1817
- Briefe auf einer Reise nach Petersburg, an Freunde geschrieben, 1819 (Digitalisat aus dem Bestand des Leibniz-Instituts für Ost- und Südosteuropaforschung)
- (in Mitarbeit für Herausgeberin Amalie Schoppe): Erzählungen (1820)
- Lilien. Erzählungen, 4 Bände  1821/25. (Enthalten in Bänden 1 und 2: Erinnerungen aus Franziskas Leben, Edle Minne, Eudoria, Glaubensansichten, Erinnerungen aus dem Leben eines schwedischen Grafen, Treue und Dankbarkeit)
- Sidoniens Witwenjahre, nach dem Französischen frei bearbeitet, 2 Teile., 1822
- Lebensbilder, 2 Bände, 1824
- Die Spanier auf Fühnen. Historisches Schauspiel, 1827
- Ausgewählte Schriften, 15 Bände, 1830
- Zwei Jahre in Petersburg. Aus den Papieren eines alten Diplomaten, 1833
- Erzählungen und Novellen, fremde und eigene, 2 Teile, 1833
- Reseda, 1837
- Spiegelbilder, 1837
- Gallerie weiblicher Nationalbilder, 2 Teile, 1838 (Deutschland, Frankreich, Russland, Schweden, Spanien)
- Gesammelte Erzählungen, 4 Bände, 1840–42
- Heinrich von England und seine Söhne. Eine alte Sage neu erzählt, 2 Teile, 1842